# Julia Ducournau
Júlia Ducournau (18 de novembro de 1983) é uma cineasta francesa cujos filmes usualmente se enquadram no subgênero de horror corporal. Ganhou a Palma de Ouro no Festival de Cinema de Cannes de 2021 pelo filme Titane, o que a tornou a segunda diretora a ganhar o prêmio, bem como a primeira a ganhar o prêmio sozinha. 

## Carreira
Estreou nos cinemas com  o curta-metragem Junior (2011).  O filme ganhou o Petit Rail d'Or no Festival de Cannes Em 2012, Ducournau lançou o telefilme Mange, que acompanha uma bulímica em recuperação que busca vingança de seu algoz da faculdade 
Em 2016, lançou seu primeiro longa-metragem, Raw.    O projeto foi desenvolvido através do programa TorinoFilmLab Framework em 2013. Raw     foi exibido na seção Semana da Crítica no Festival de Cinema de Cannes de 2016.  Em outubro de 2016, ganhou o Prêmio Sutherland de Melhor Primeira Longa no Festival de Cinema de Londres .  O crítico David Fear, da Rolling Stone, o considerou candidato ao título de "melhor filme de terror da década". 
Em 2021, o segundo longa-metragem de Ducournau, Titane, foi comprado pela disrribuidora Neon .  Por Titane, Ducournau recebeu a  Palma de Ouro no Festival de Cinema de Cannes de 2021, onde o lfilme teve sua estreia mundial.  Ducournau é a segunda cineasta a vencer depois de Jane Campion em 1993 por The Piano e a primeira a vencer não em conjunto com outro diretor (Campion venceu em conjunto com Chen Kaige, por Farewell My Concubine ).   Ducournau também recebeu uma indicação de Melhor Diretor no 75º British Academy Film Awards .

## Filmografia
| Ano  | Título       | Função                   | Notas                                           |
| ---- | ------------ | ------------------------ | ----------------------------------------------- |
| 2011 | Júnior       | Diretora e Roteirista    |                                                 |
| 2012 | Mange        | Co-diretora e Roteirista | Telefilme; co-dirigido por Virgile Braimlu      |
| 2016 | Raw          | Diretora e Roteirista    |                                                 |
| 2021 | Titane       | Diretora e Roteirista    | Vencedor da Palma de Ouro no Festival de Cannes |
| 2021 | Servant      | Diretora                 | 2 Episódios                                     |
| 2024 | The New Look | Diretora                 | 2 Episódios                                     |
| 2025 | Alpha        | Diretora e Roteirista    |                                                 |